# エンリコ・クアランテリ
エンリコ・L（ヘンリー）・クアランテリ（Enrico Quarantelli、1924年11月10日–2017年4月3日）は、アメリカの社会学者であり、災害社会学の先駆者である。

## 教育
クアランテリは、 シカゴ大学で 1959年に博士号を取得後、1963年から1984年まで、オハイオ州立大学で社会学の教授として勤務した。オハイオ州立大学でクアランテリは、災害研究センター（DRC）を設立した。その後、1985年には、DRCをデラウェア大学に移転し、1998年まで勤務した。

## 主な業績と貢献
- 緊急、災害、大惨事は異なる現象である
- テクノロジー・自然災害と生態学的問題：計画と管理においての類似点及び相違点
- 発展途上の社会における災害対策の判断と適応可能性の管理に関する主要な判断基準